# T. Fisher Unwin
T. Fisher Unwin est une maison d'édition britannique fondée à Londres en 1882 et disparue en 1926.

## Historique
Marié à l'activiste Jane Cobden, une célèbre féministe, Thomas Fisher Unwin (1848-1935) fonde sa maison d'édition en 1882. Son neveu Stanley y commence sa carrière en 1904. Dix ans plus tard, Stanley quitte l'entreprise de son oncle et rachète la maison George Allen & Co., qui devient George Allen & Unwin.
En 1895-1897, Patrick Geddes peut y éditer The Evergreen Northern Seasonal Book. En 1896-1898, elle édite la revue Cosmopolis, où paraissent des textes de Joseph Conrad.
Après avoir connu son apogée dans les années 1910, l'entreprise commence à décliner. Thomas Fisher Unwin prend sa retraite en 1926, et sa maison d'édition fusionne avec Ernest Benn Ltd.

## Auteurs publiés

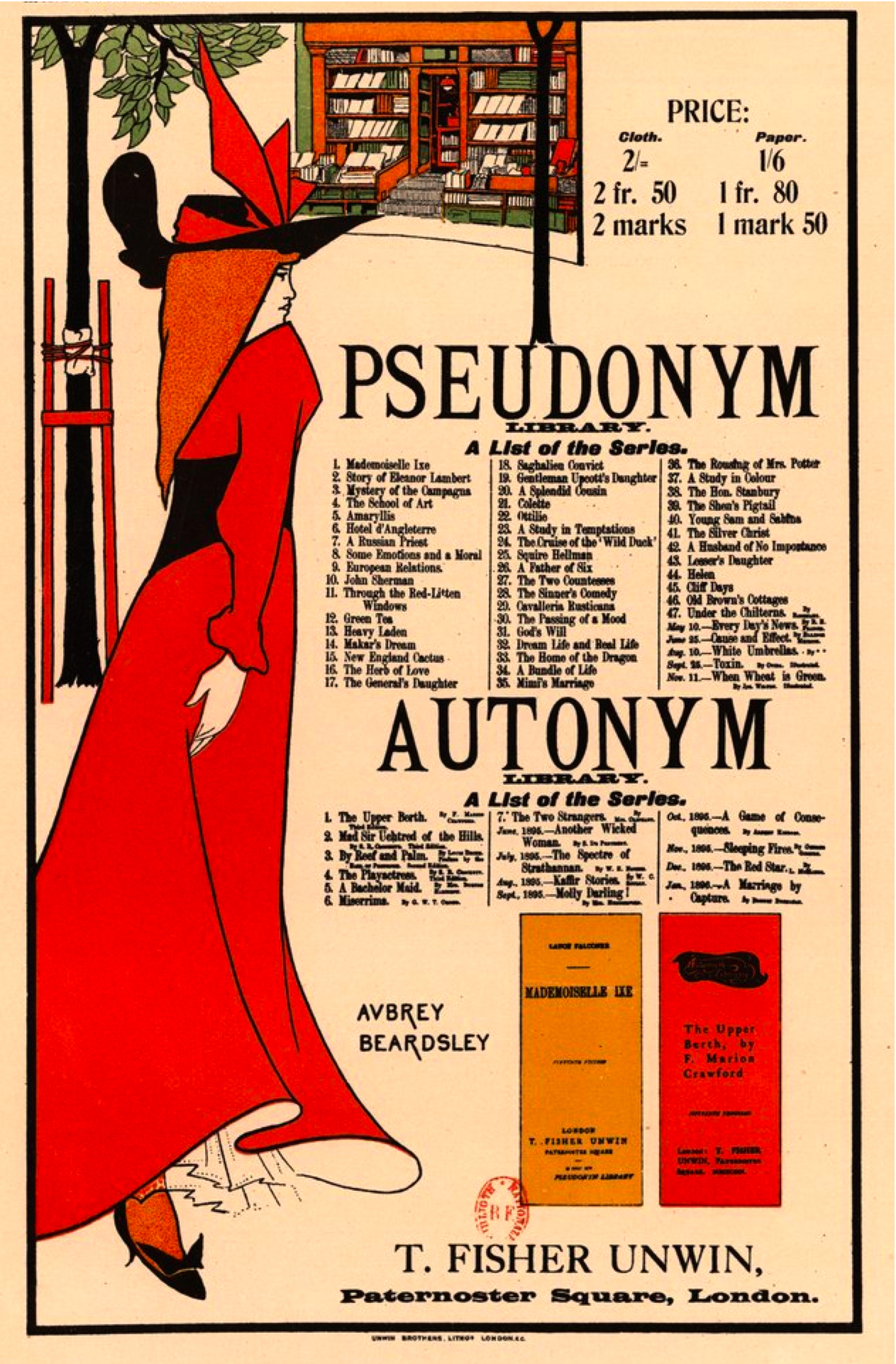
Affiche signée Aubrey Beardsley pour les collections Pseudonym et Autonym (v. 1895-1896).

Plusieurs écrivains célèbres ont publié leur premier roman chez T. Fisher Unwin. Cependant, la plupart d'entre eux ont rapidement changé d'éditeur, car Unwin refuse de les payer davantage même lorsqu'ils rencontrent le succès.
- Joseph Conrad
- Ford Madox Ford
- John Galsworthy
- Somerset Maugham
- George Moore
- Dorothy L. Sayers
- Olive Schreiner
- H. G. Wells